# 케이티 피너런
케이티 피너런(Katie Finneran, 1971년 1월 22일 ~ )은 미국의 배우이다. 2002년 《Noises Off》로 제56회 토니상 연극 부문 여우조연상을, 2010년 《Promises, Promises》로 제64회 토니상 뮤지컬 부문 여우조연상을 수상했다.

## 출연 작품

### 영화
- 살아있는 시체들의 밤 (1990) - 주디 로즈 라슨 역
- 유브 갓 메일 (1998)
- 리버티 하이츠 (1999)
- 스무치 죽이기 (2002)
- 미스 에이전트 2: 라스베가스 잠입사건 (2005)
- 그녀는 요술쟁이 (2005)
- Broken Bridges (2006)
- 파이어하우스 독 (2007)
- 베이비 온 보드 (2008, Baby on Board)
- 무비 43 (2013)
- 프리키 데스데이 (2020)

### 텔레비전
- 섹스 앤 더 시티 (1998)
- 올 마이 칠드런 (1999)
- 프레이저 (1999)
- 오즈 (2001)
- The Inside (2005-06) - 멜로디 심 역
- 드라이브 (2007)
- 로열 페인스 (2009)
- 대미지 (2010)
- I Hate My Teenage Daughter (2011-13)
- 마이클 J. 폭스 쇼 (2013-14)
- 엘리멘트리 (2015)
- 블러드라인 (2015-17)
- 더 루밍 타워 (2018)
- 머피 브라운 (2018)
- 굿 파이트 (2019)
- 블라인드스팟 (2019)
- 와이 우먼 킬 (2019)
- 블랙리스트 (2022)
- 시크릿 인베이젼 (2023)